# Résolution 1948 du Conseil de sécurité des Nations unies
Membres permanents
- Chine
- États-Unis
- France
- Royaume-Uni
- Russie

Membres non permanents
- Autriche
- Bosnie-Herzégovine
- Brésil
- Gabon
- Japon
- Liban
- Mexique
- Nigéria
- Turquie
- Ouganda

Résolution no 1947 Résolution no 1949
La résolution 1948 du Conseil de sécurité des Nations unies, a été adoptée à l'unanimité le 18 novembre 2010. Après avoir rappelé les résolutions précédentes sur le conflit en ex-Yougoslavie, notamment les résolutions 1031 (1995), 1088 (1996), 1423 (2002), 1491 (2003), 1551. (2004), 1575 (2004), 1639 (2005), 1722 (2006), 1764 (2007), 1785 (2007), 1845 (2008), 1869 (2008) et 1895 (2009), le Conseil de sécurité a prorogé le mandat de l'EUFOR Althea en Bosnie-Herzégovine pour une année supplémentaire d'une années, soit jusqu'au 18 novembre 2011. 
Cette prolongation a été demandée par le haut représentant international en Bosnie-Herzégovine, Valentin Inzko. 

## Résolution

### Préambule
Le Conseil de sécurité a mis l'accent sur le règlement politique des conflits dans l'ex-Yougoslavie, réitérant que le retour des réfugiés était essentiel pour la paix. Il a noté que certains aspects des accords de Dayton n'avaient pas été mis en œuvre quinze ans après sa signature. Il a souligné les progrès de la Bosnie-Herzégovine vers l'intégration euro-atlantique et sa transition vers un pays européen démocratique et moderne.
Le préambule de la résolution salue la décision des ministres européens des Affaires étrangères de continuer à apporter leur soutien à l'opération Athlea et à la tenue réussie des élections générales en octobre 2010 en Bosnie-Herzégovine.

### Dispositif
Agissant en vertu du chapitre VII de la Charte des Nations unies, la résolution a souligné que la responsabilité de la mise en œuvre des accords de Dayton incombait aux autorités de Bosnie-Herzégovine dans le processus de reconstruction de la société et d'un État viable. Il a été rappelé aux parties aux accords de s'y conformer et de coopérer avec d'autres entités dans sa mise en œuvre, notamment le Tribunal pénal international pour l'ex-Yougoslavie (TPIY).
Les États participant à l'EUFOR ont été autorisés à poursuivre leurs opérations pendant 12 mois supplémentaires en tant que successeur légal de la Force de stabilisation (SFOR). Le Conseil s'est félicité de la décision du quartier général de l'OTAN de contribuer à la mise en œuvre des accords. Les États membres ont également été autorisés à prendre toutes les mesures nécessaires pour faciliter la mise en œuvre et le respect des annexes 1-A et 2 des accords de paix, protéger les troupes et assurer le respect des règles régissant l'utilisation de l'espace aérien au-dessus du pays.

## Voir également
- Guerre de Bosnie-Herzégovine
- Accords de Dayton
- Guerres de Yougoslavie